# Nyanatiloka Mahathera

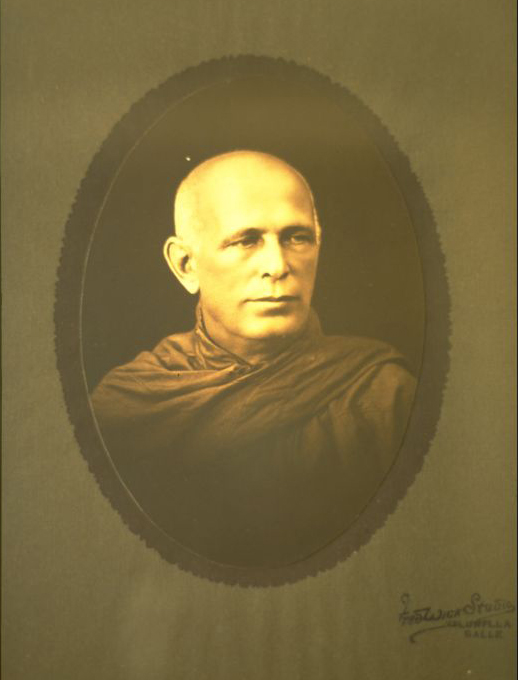

Nyanatiloka Mahathera (pali: Ñāṇatiloka, "Ten, który ma poznanie (ñāṇa) trzech (ti) światów (loka)"; faktycznie: Florus Anton Gueth, ur. 1878 w Niemczech, zm. 1957 w Kolombo, Sri Lanka) – mnich buddyjski, posiadający tytuł czcigodnego, propagator buddyzmu theravada.
W młodości, zainspirowany dziełami Artura Schopenhauera, rozwinął żywe zainteresowanie buddyzmem. Przybył do Azji z zamiarem wstąpienia do jednego z buddyjskich klasztorów. Otrzymał święcenia w Birmie w 1903 roku. Większą część swego życia jako mnich spędził na Sri Lance, gdzie założył Island Hermitage w Dodanduwa, który służył jako klasztor dla mnichów z zachodu.
Nyanatiloka był tłumaczem kanonu buddyjskiego theravady. Jego tłumaczenia na niemiecki zawierają Anguttara Nikaya, Visuddhimagga i Milindapañha.
Literackie przedstawienie postaci Nyanatiloki „Trójświatowiednego” znajdziemy w powieści Jerzego Żuławskiego Stara Ziemia (t. III "Trylogii księżycowej, 1910-1911, wyd. krytyczne: opr. Maria Rydlowa, Wydawnictwo Literackie, Kraków 1959). 